# Ballet comique de la reine
Le Ballet comique de la Reine est un ballet de cour français créé par le chorégraphe italien Balthazar de Beaujoyeulx. Le ballet est présenté le 15 octobre 1581 dans la salle du Petit-Bourbon à Paris et son livret est imprimé l'année suivante. Il s'agit du premier grand ballet de cour donné et imprimé en France. La place centrale de la danse dans cette création artistique en fait le premier ballet pour de nombreux spécialistes.

## Présentation
Le Ballet comique de la Reine est un ballet de cour créé en France en 1581 par le chorégraphe italien Balthazar de Beaujoyeulx. La musique est composée par Jacques Salmon et Girard de Beaulieu. Les textes sont écrits par le poète du Roi, Nicolas Filleul de La Chesnaye.
Jacques Patin (décédé en 1587) en a conçu les décors et costumes.
Le ballet est une commande la reine Louise de Lorraine-Vaudémont pour fêter les noces du duc de Joyeuse avec la sœur de la reine, Marguerite de Lorraine-Vaudémont.
Le Ballet comique de la Reine est le premier ballet a mettre en avant l'art de la danse par rapport à la musique, au chant et aux déclamations théâtrales qui font également partie de ces spectacles. À ce titre, il est considéré par plusieurs spécialistes comme le premier ballet.
Le livret est publié en 1582 chez Ballard, sous le titre Balet comique de la Royne, faict aux nopces de Monsieur le Duc de Joyeuse & madamoyselle de Vaudemont sa sœur. Par Baltasar de Beaujoyeulx, valet de chambre du Roy, & de la Royne sa mere. Avant le Ballet comique de la Reine, aucun livret de ballet n'avait été publié en Europe. Cette impression assure ainsi la publicité de l’œuvre auprès des autres cours européennes.

## Structure
Le Ballet comique de la reine dure environ 5 h 30 min. Il est constitué de trois entrées et d'un final.
Le chorégraphe Balthazar de Beaujoyeulx, conçoit un spectacle de cinq heures mêlé de danse, de chant et de déclamation. Dansé par la reine et les dames de la cour, le ballet évoque les maléfices de Circé et se termine par un retour à l'ordre.

## Analyse
L'action dramatique repose sur un thème unique, combattre le pouvoir de la magicienne Circé pour rétablir l'ordre, la raison et l'harmonie. C'est l'action dramatique unifiant la poésie, la danse, la musique et le décor au sein d'une action ininterrompue, qui donne à cette œuvre une place si importante dans l'évolution de la musique lyrique. La musique comporte en alternance des chœurs, solos, duos et suites instrumentales de danses. 

## Représentations notables
Le mariage du duc de Joyeuse avec Marguerite de Lorraine-Vaudémont, sœur de la reine, avait eu lieu le 24 septembre et le ballet leur est donné un mois plus tard.